# Centros de Atenção Integral à Criança e ao Adolescente

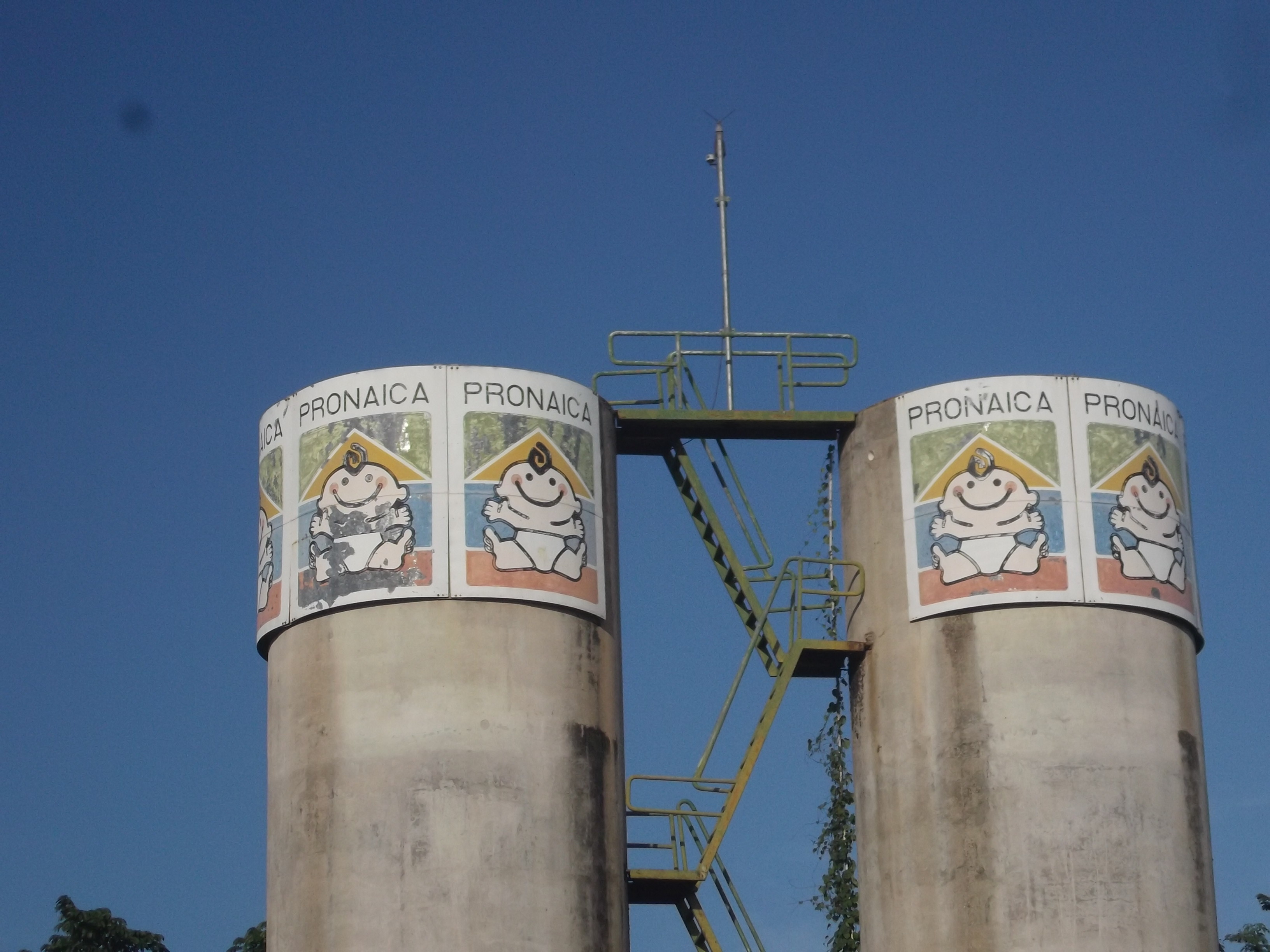
Logo do Programa Nacional de Atenção à Criança e ao Adolescente (PRONAICA) compondo as torres de um CAIC.

Os  Centros de Atenção Integral à Criança e ao Adolescente (CAIC) É um programa educacional brasileiro criado pelo governo Fernando Collor de Melo (1990-1992).

## História

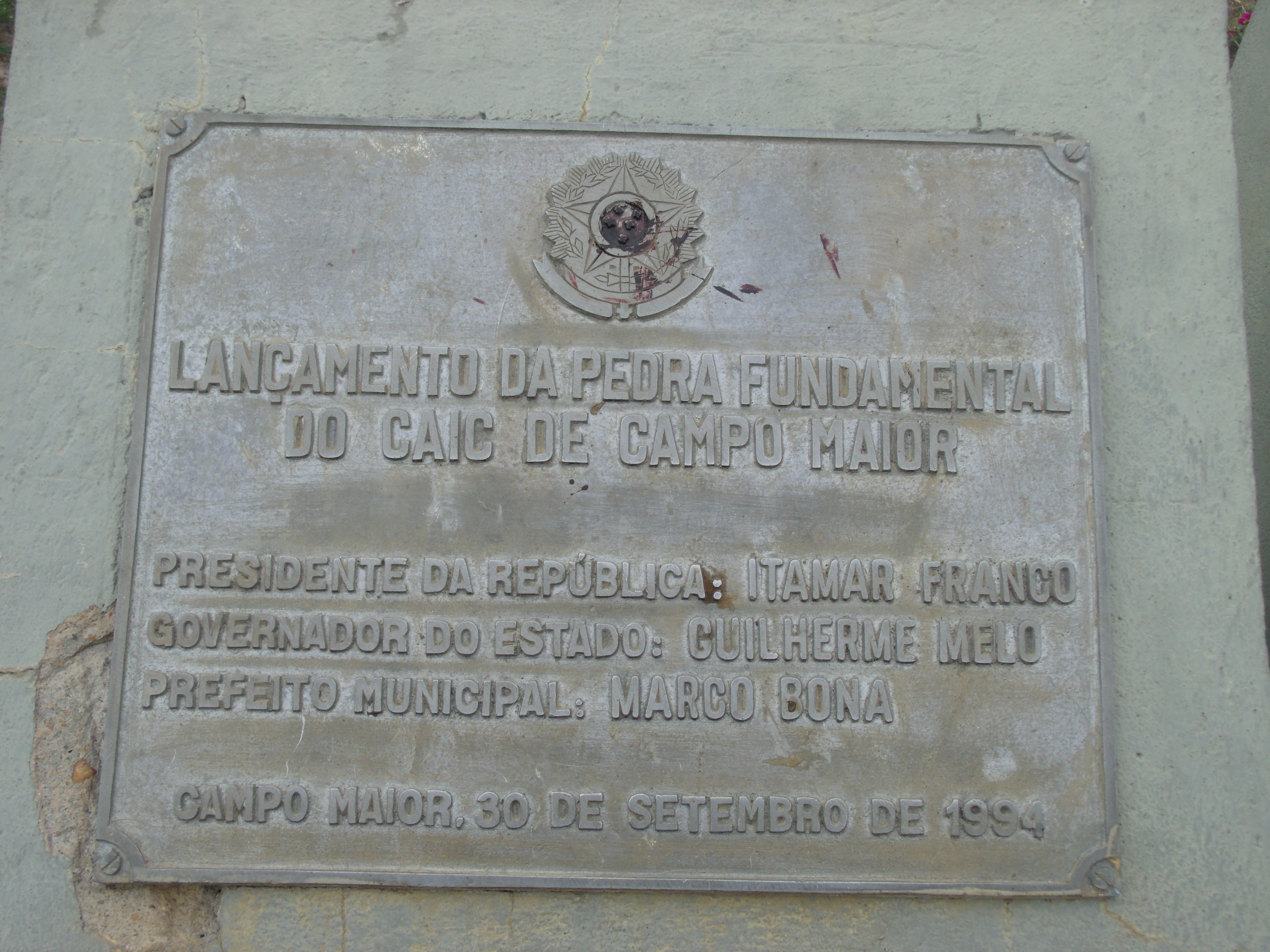
O nome do então presidente Itamar Franco gravado na pedra fundamental da construção de um CAIC.

Autores da educação apontam que o projeto tem inspiração em dois projetos anterioresː o Escola Parque, de idealização de Anísio Teixeira; e os Centros Integrados de Educação Pública (CIEP), mentalizados por Darcy Ribeiro e construídos pelo estado do Rio de Janeiro na gestão Leonel Brizola, na década de 1980, com projeto arquitetônico de Oscar Niemeyer.
Em 1990, foi estabelecido o Projeto Minha Gente, inicialmente chamado de Centros Integrados de Atenção à Criança e ao Adolescente (CIAC). A elaboração desse projeto ficou a cargo da Legião Brasileira de Assistência, com a coordenação do Ministério da Criança. Nesse contexto, foi criado um novo programa chamado Programa Minha Gente, que consistia na construção de conjuntos compostos por uma creche, uma escola de 1º Grau, uma lavanderia e um lar para idosos. Cada estado brasileiro deveria receber dois conjuntos desse tipo.

De acordo com Gomes (2010), Darcy Ribeiro e Brizola convenceram Collor "da relevância dos CIEPs e da escolaridade em tempo integral. Daí surgiram os Centros de Atenção Integral à Criança, que se tornaram política pública" (p. 77).
Após o afastamento e renúncia de Collor, o governo Itamar Franco extinguiu o Ministério da Criança e redenominou o "Projeto Minha Gente" como "Programa Nacional de Atenção à Criança e ao Adolescente" – PRONAICA.  No bojo das mudanças, os CIACs viram CAICs, Centro de Atenção Integral à Criança e ao Adolescente.

## Competências pedagógicas

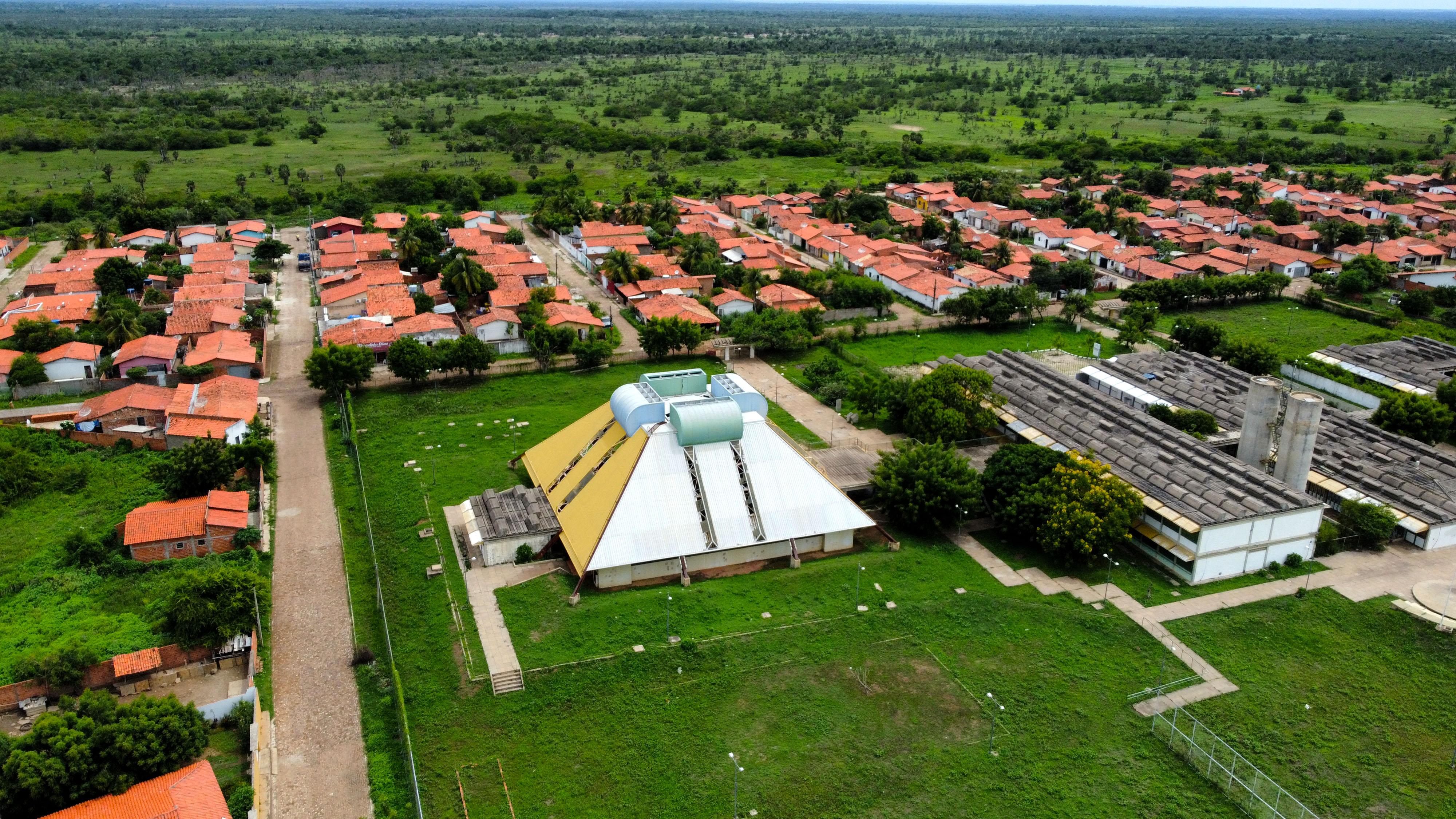
Vista parcial de um CAIC, no Piauí.

A estrutura pedagógica dos CAICs é inicialmente definida no parágrafo único do artigo 1º do decreto 91/1990 e na Lei Federal nº 8 642, de 31 de março de 1993ː
- I - mobilização para a participação comunitária;
- II - atenção integral à criança de 0 a 6 anos;
- III - ensino fundamental;
- IV - atenção ao adolescente e educação para o trabalho;
- V - proteção à saúde e segurança à criança e ao adolescente;
- VI - assistência a crianças portadoras de deficiência;
- VII - cultura, desporto e lazer para crianças e adolescentes;
- VIII - formação de profissionais especializados em atenção integral a crianças e adolescentes.

## Instituição e operacionalização
A criação e operacionalização dos CAIC compreendem responsabilidadesː federal, que é a construção das estruturas físicas das unidades; estadual, que se limita à coordenação dos serviços de construção das unidades; e municipal, que engloba a cessão do terreno para a construção e o encargo de execução dos serviços de funcionamento do CAIC. Também pode haver a participação de outras entidades públicas, como universidades. O CAIC ainda pode ser operacionalizado por entidades privadas, desde que de natureza jurídica sem fins lucrativos.

## Estrutura arquitetônica

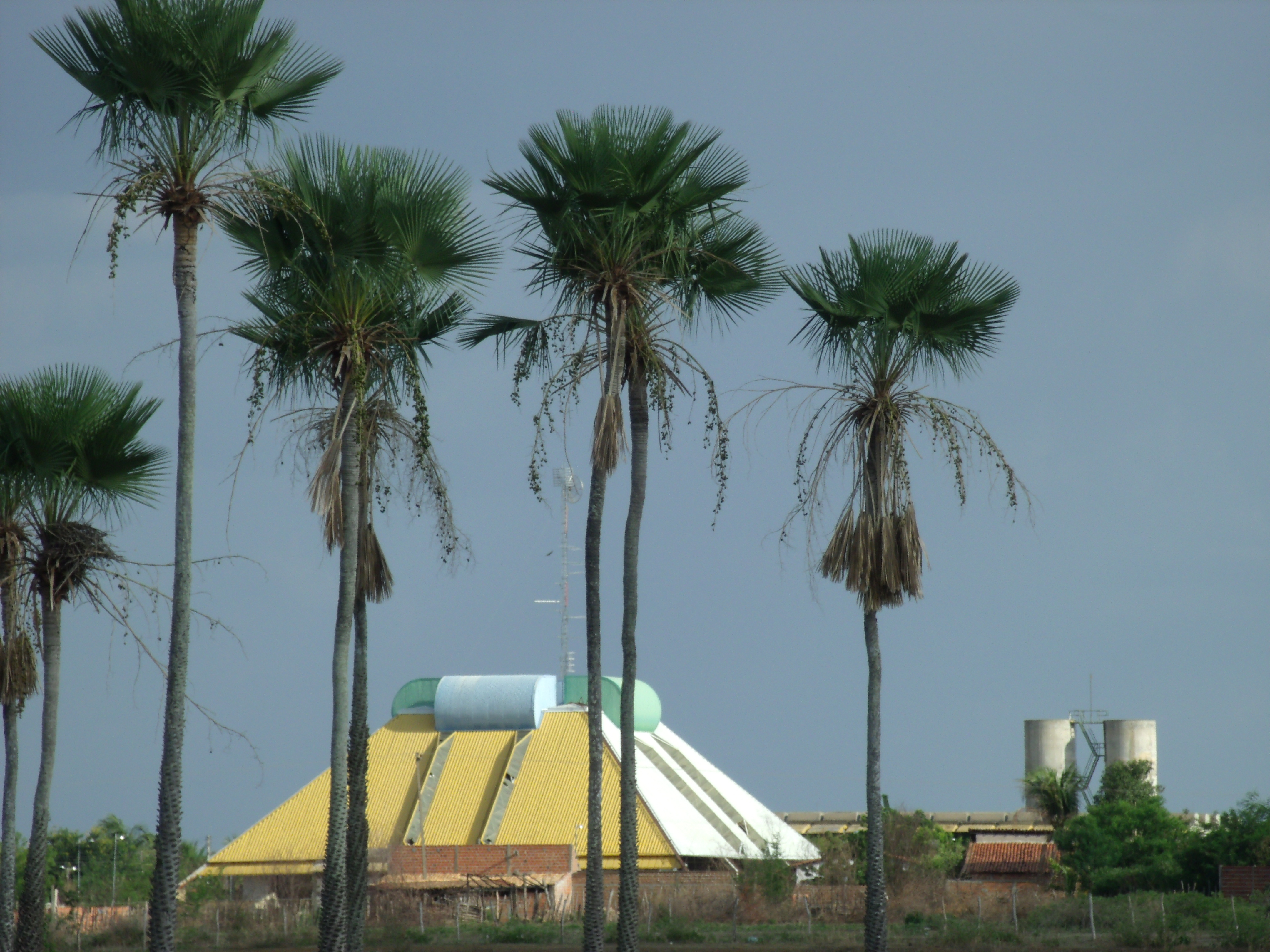
Vista da pirâmide de um CAIC, no Piauí, nas cores nacionais.

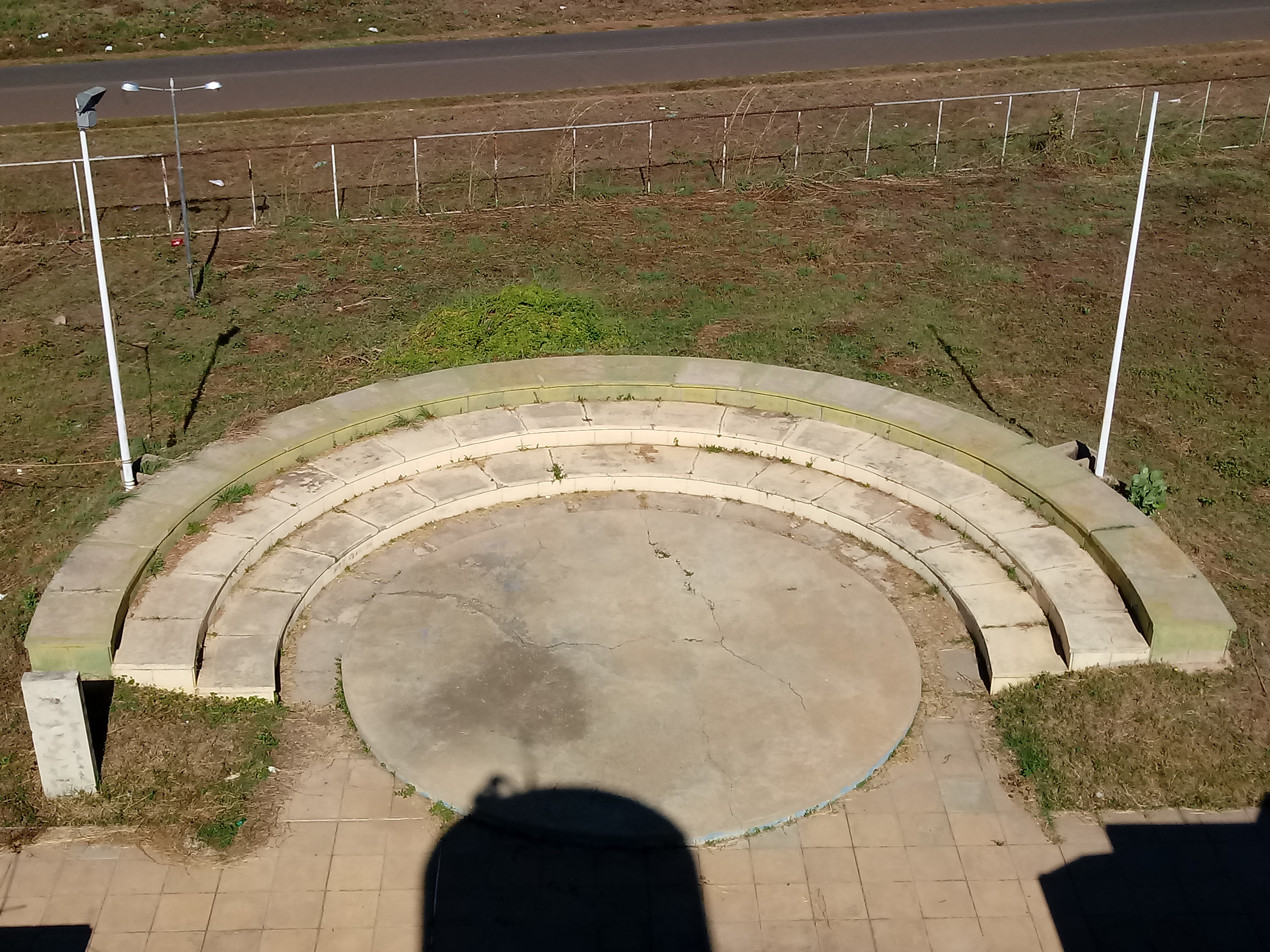
Anfiteatros típicos da arquitetura dos CAICs brasileiros espelhado nas tradições dos anfiteatros arenas de civilizações passadas

O projeto arquitetônico dos CAIC foi desenvolvido por João da Gama Filgueiras Lima, o Lelé. A arquitetura dos CAIC é de elegantes palácios escolares que, geralmente, compõe-se de uma quadra onde erguem-se quatro blocos prediais semi-interligados, sendo que um deles serve como quadra poliesportiva (a cobertura de algumas quadras é em formato de pirâmide de telhado ornamentado com as cores da Bandeira Nacional).
O método construtivo do conjunto é baseado no uso da argamassa armada, técnica desenvolvida por Lelé em projetos públicos desde os anos 1970 em Brasília, Salvador e Rio de Janeiro. Seu sistema construtivo é centrado na pré-fabricação de componentes em argamassa armada (placas de cimento e armadura leve com espessura aproximada de 3 cm) com posterior montagem no local da obra, não requerendo para tanto mão-de-obra especializada.
A tipologia construtiva dos CAIC deriva dos modelos de escolas transitórias criados por Lelé em Abadiânia-GO em 1983-84 e aplicados no Rio de Janeiro na primeira gestão de Leonel Brizola (1984-85) e em Salvador, na segunda gestão do prefeito Mário Kertész (1986-88). Resultam ainda da concepção espacial desenvolvida por Oscar Niemeyer e Darcy Ribeiro, aplicadas anteriormente no projeto dos CIEPs no Rio de Janeiro.

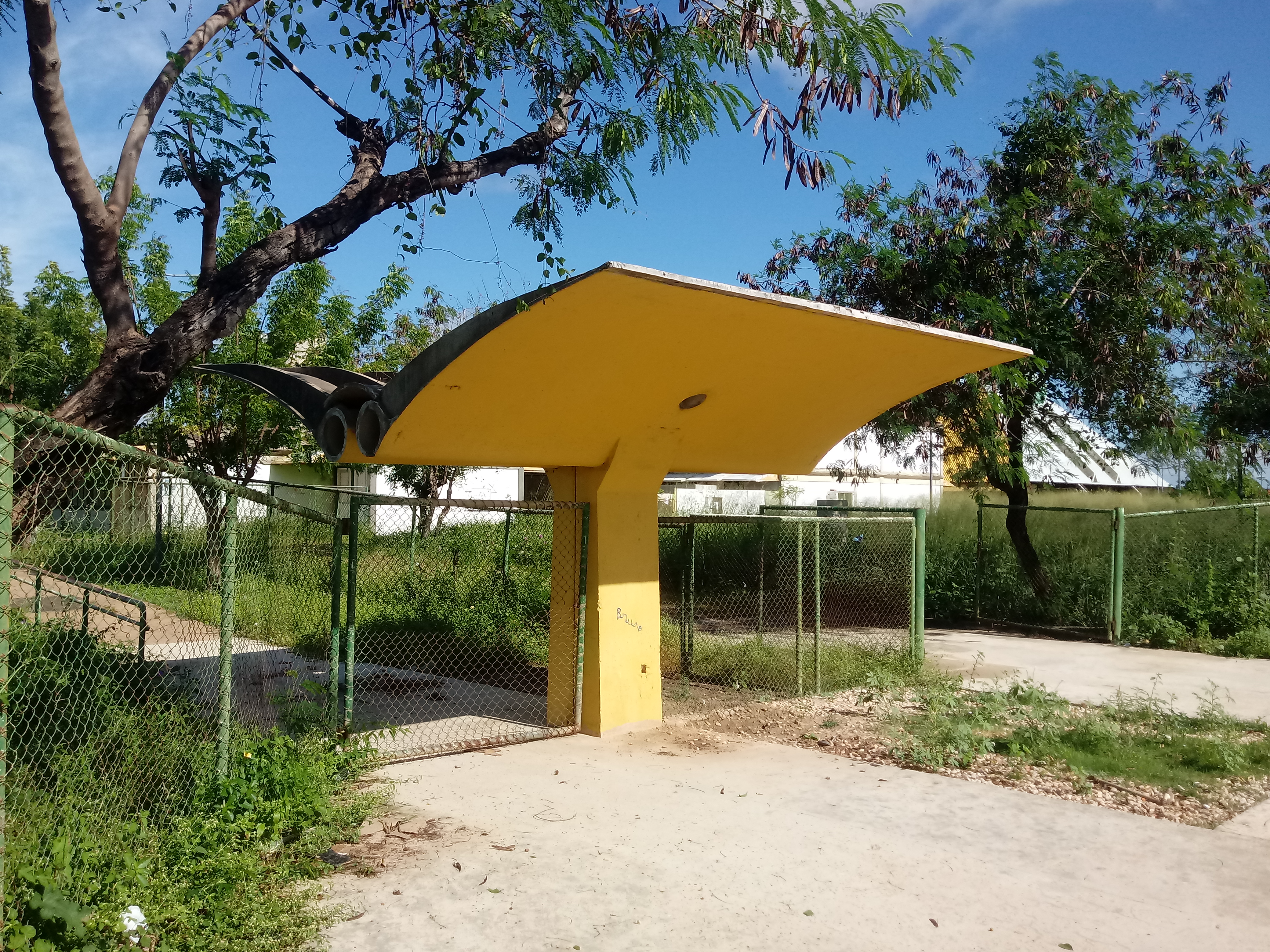
Entrada com arquitetura em formato livro aberto.

Um traço marcante da tipologia escolar desenvolvido por Lelé reside em aspectos de conforto ambiental do espaço construído, através da utilização de placas duplas de argamassa armada com o intuito de melhorar o isolamento térmico dos edifícios, a criação de abas nas fachadas para sombreá-las e ainda a utilização de sheds na cobertura de maneira a permitir a iluminação natural.
No argumento de SALES (2006), as silhuetas arquitetônicas dos CAIC "sobressaem-se na paisagem urbana dos bairros pela grandiosidade de sua estrutura, que impressiona por destacar simbolicamente a força do concreto armado (aparente) em composição emotiva e plástica com as cores da bandeira nacional" (p. 63). Em 1995, um trabalho do Instituto de Pesquisa Econômica Aplicada calculou que o investimento para a construção de um CAIC estava em torno de 2 200 000 dólares estadunidenses.
Cada estrutura conta com um anfiteatro ao ar livre cujo centro é azul e com formato redondo assemelhado à esfera da bandeira do Brasil.

## CAIC Zeferino Vaz Campinas (SP)
Escola Municipal Pública Integral
1. ↑  GOMES, Candido Alberto. Darcy Ribeiro. Coleção educadores. Recife; Fundação Joaquim Nabuco. Editora Massangana. 2010. ISBN 978-85-7019-527-2
2. ↑  CUNHA, Fátima. O Projeto CIEP de 1987 a 1990: o desafio da continuidade. In: O desafio da escola básica: qualidade e eqüidade. — Brasília: IPEA, 1994. (Série IPEA, no 132)
3. ↑  RODRIGUES, Nara da Costa (23 de junho de 2001). «Política Nacional do Idoso». Estudos Interdisciplinares sobre o Envelhecimento. ISSN 2316-2171. doi:10.22456/2316-2171.4676. Consultado em 15 de junho de 2023
4. ↑  FERRETTI, Celso João. Só a Educação Salva: o Projeto Minha Gente e a Política Educacional Brasileira. In: Em Aberto, Brasília, DF, ano 10, n. 50751, abr./set, 1992,
65-73
5. ↑  MEC/Sepespe. Programa nacional de atenção integral à criança e ao adolescente - Pronaica, concepção geral. — Brasília: 1994. (Série Documentos Básicos, no 2).
6. ↑  NASCIMENTO, Maria Isabel Moura; SANDANO, Wilson; LOMBARDI, José Claudinei. História das Instituições Escolares. In: MOURA NASCIMENTO, Maria Isabel Moura et al.( orgs.) Instituições escolares no Brasil: conceito e reconstrução histórica. Campinas, SP: Autores Associados, 2007
7. ↑  LEI Nº 8.642, DE 31 DE MARÇO DE 1993.
8. ↑  COUTINHO, Maria Angélica da Gama Cabral. A história da educação integral en Soropédica - a experiência do CAIC. sbhe.org. Página acessada em 03 de março de 2015
9. ↑  SALES. Luís Carlos. O valor simbólico do prédio escolar. Teresina; Editora gráfica da Universidade Federal do Piauí-EDUFPI, 2000. p. 63/64. ISBN 85-7463-021-7
10. ↑  SOBRINHO, José Amaral; PARENTE, Marta Maria de Alencar. CAIC: Solução ou Problema?. Rio de Janeiro; IPEA, 1995. (Série IPEA nº 363)